# Uyo
Uyo ist eine Großstadt im Südosten von Nigeria. Die Hauptstadt des Bundesstaates Akwa Ibom, der vor allem für seine große Erdölproduktion bekannt ist, liegt etwa 500 Kilometer südlich der Landeshauptstadt Abuja nahe dem Westufer des Cross Rivers. Bei der offiziellen Volkszählung im Jahre 2006 hatte Uyo 436.606 Einwohner. In der Metropolregion Uyo, die 168 Quadratkilometer groß ist, leben 554.906 Menschen. Die Bevölkerung hat in den vergangenen zehn Jahren aufgrund des massiven Infrastrukturwachstums in der Region stark zugenommen.

## Geschichte
Nach der Umstrukturierung von Nigeria im Jahre 1987 und den neu eingeführten Bundesländern wurde Uyo die Hauptstadt des Akwa Ibom-Bundeslandes. In dem vorher auf der Fläche existierenden Bundesland Cross River hatte Uyo nur eine untergeordnete Rolle gespielt.
Am 10. Dezember 2016 stürzte die halb fertig gebaute Reigners Bible Church während eines Gottesdienstes ein, über 200 Menschen kamen dabei ums Leben.

## Institutionen
In der Stadt befindet sich die 1991 gegründete University of Uyo. Ebenfalls seinen Hauptsitz in Uyo hat das Bistum Uyo, welches 1989 durch Papst Johannes Paul II. errichtet wurde.

## Verkehr
Etwa 20 Kilometer südöstlich der Stadt liegt der internationale Flughafen Uyo. Um den immer stärker werdenden Verkehr in Uyo zu entlasten, wurden in den vergangenen Jahren viele Straßen ausgebaut, darunter gibt es mittlerweile sogar achtspurige Autobahnen.

## Persönlichkeiten
- Mercy Ntia-Obong (* 1997), Sprinterin
- Raphael Success (* 1998), Fußballspieler